# Бертенсон, Лев Бернардович
Лев Бернардович Бертенсон (29 июля 1850, Одесса — 10 декабря 1929, Ленинград) — русский врач-бальнеолог, доктор медицины, профессор.

## Биография
Родился в Одессе, в зажиточной еврейской семье из Николаева. Его дед, Гейнех Бертенсон, был купцом, который перевёл своё дело из Николаева в Одессу. Отец, Бернард Васильевич Бертенсон (1815—1871), учился на медицинском факультете Харьковского университета, 30 лет служил в одесской городской Думе, занимался общественной деятельностью и сотрудничал в местных газетах.
Лев Бертенсон окончил Военно-медицинскую академию в Санкт-Петербурге в 1872 году.
Лейб-медик, член императорского Медицинского совета, различных учёных обществ России. Печатался во «Враче», «Медицинском вестнике» (см. И. С. Тургенев, «Медицинский вестник», 1883, № 36), «Трудах Русского общества охранения народного здравия», «Русском враче», «Горном журнале» и др.

Портрет Льва Бернардовича Бертенсона, 20-е годы

Среди прочего возглавлял особую комиссию Медицинского совета по борьбе с проституцией.
Как врач-практик пользовался в конце XIX века большой известностью и популярностью. Возглавлял, в частности, группу врачей, лечивших П. И. Чайковского во время его последней болезни.

### Семья
- Жена — Ольга Аполлоновна (1850—1941), выпускница Петербургской консерватории, сопрано Мариинского театра; дочь историка Аполлона Александровича Скальковского (1808—1899), члена-корреспондента Санкт-Петербургской академии наук[2].
  - Сыновья: Борис Львович Бертенсон (1878—1905), врач, погиб при Цусиме в 1905 году; Михаил Львович Бертенсон, морской офицер; Сергей Львович Бертенсон (1885—1962), библиограф, историк литературы и театра, переводчик.
  - Дочь[3] — Татьяна (1879—1944), замужем за Эдуардом Александровичем Верцинским (1873—1941).
- Брат — Василий Бернардович Бертенсон (1853—1933), старший врач Отдельных гардемаринских классов, личный врач П. И. Чайковского, выпускник Медико-хирургической академии в Санкт-Петербурге[4]. Был женат на камер-фрейлене императрицы Марии Николаевне Бертенсон; их сын — музыковед и пианист Николай Васильевич Бертенсон (1889—1960).
- Сестра — Полина Бернардовна Бертенсон (в замужестве Воронец), пианистка, ученица Н. Г. Рубинштейна.
- Дядя — Иосиф Васильевич Бертенсон, врач-гигиенист.

### Адреса
- Санкт-Петербург, Воскресенский проспект, д. 12[5].

## Труды
- Минеральные воды, грязи и морские купания в России и за границей (СПб, 1873, 4-е изд., 1901)
- Афанасьев. Современники. т.2, 1913
- Речь, 1912, № 344,15 декабря
- Новое время, 1912, № 13207, 16 декабря